# Priesterzegen
De priesterzegen (Hebreeuws: Birkat Kohaniem) is een zegen in het jodendom die tijdens diensten in de synagoge wordt uitgevoerd door de Kohaniem, die worden gezien als de rechtstreekse afstammelingen van Aäron. In Israël wordt deze zegen elke dag uitgesproken, in de diaspora alleen op feestdagen.

Voordat de priesterzegen wordt gezegd, spreken de Kohaniem een beracha uit om God te danken dat ze de opdracht hebben gekregen om het volk te zegenen met liefde. Vervolgens wordt de tekst van de priesterzegen voorgezegd door de voorzanger en nagezegd door de Kohaniem. De Kohaniem staan daarbij op de verhoging voor de heilige ark. Bij de zegening van het volk spreiden de Kohaniem hun handen zó dat er vijf openingen tussen hun vingers ontstaan. Dit staat een symbool voor de tekst "God kijkt door vijf spleten"
De tekst komt uit de Tora, Numeri, 6: 24,25,26. Volgens de Nieuwe Bijbelvertaling luidt de tekst:
Moge de HEER u zegenen en u beschermen,
moge de HEER het licht van zijn gelaat over u doen schijnen en u genadig zijn,
moge de HEER u zijn gelaat toewenden en u vrede geven.
De melodie van de zegen kan in Nederland verschillen per feestdag, maar internationaal gebruikt men vaak dezelfde melodie. In Israël wordt een melodie gebruikt op feestdagen. Op gewone dagen wordt de zegen opgezegd.
Tijdens de zegening is het niet toegestaan om naar de handen van de Kohaniem te kijken, daarom hebben ook de Kohaniem zelf hun talliet over hun handen gespreid. Ook de ontvangers van de zegen kijken niet naar de handen van Kohaniem. Om te voorkomen dat per ongeluk naar de handen gekeken wordt doen velen zelf ook hun talliet over hun hoofd. Anderen, bijvoorbeeld kinderen, kruipen er dan ook onder.